# مات كلارك (كاتب)
مات كلارك (بالإنجليزية: Matt Clark)‏ (1967 - 1998)؛ كاتب، عُرِف بكتابة القصص القصيرة وروائي أمريكي.